# Toby
Toby je zkrácený domácký tvar mužského biblického jména Tobiáš, které znamená „Hospodin je dobrotivý“ případně „mým dobrem je Hospodin“. Tato podoba je běžná v anglicky mluvících zemích, v ČR se vysktuje zřídka. Jiným tvarem je Tobit, případně Tobin (původně Irské příjmení).

## Známí nositelé jména
- Toby Garbett – britský veslař
- Toby Jones – britský herec
- Toby Keith – americký country zpěvák a skladatel country písní
- Toby Stephens – britský herec
- Toby Turner, též známý jako Tobuscus – americký komik a herec

## Jiní nositelé jména
- Sir Toby Belch – postava ve hře Večer tříkrálový aneb Cokoli chcete od W. Shakespeara
- Toby Flenderson – postava ze seriálu Kancl
- Toby, tramvajová lokomotiva – postava ze seriálu Lokomotiva Tomáš